# Komar (priimek)
Komar je priimek v Sloveniji, ki ga je po podatkih Statističnega urada Republike Slovenije na dan 1. januarja 2010 uporabljalo 260 oseb.

## Znani nosilci priimka
- Darja Komar, geologinja (Podzemlje Pece)
- Franc Komar, smučar paraplegik, paraolimpijec
- Gojmir Komar (1931—2002), pravnik, generalni sekretar skupščine SRS
- Gvido Komar, knjižničar in domoznanec v Logatcu
- Janez Komar (*1927), dirigent
- Jure Komar, inženir, preds.konference SSK za Argentino in krovne organizacije argentinskih Slovencev - Zedinjene Slovenije, sin Milana
- Katra Komar (*2001), smučarska skakalka
- Krizostom Komar, frančiškanski pater in župnik
- Lara Komar (*1980), igralka
- Marina Komar (*1936), kemičarka, živilska tehnologinja
- Milan Komar (1921—2006), pravnik, filozof in teološki antropolog, univ. profesor v Argentini
- Polonca Komar (*1967), ekonomistka, poslanka DZ
- Silvo Komar, obveščevalec, aparatčik CK ZKS, policijski funkcionar
- Smiljana Komar (*1961), jezikoslovka, anglistka, univ. prof.
- Tinkara Komar (*2005), smučarska skakalka
- Teja Komar, pianistka

### Tuji nosilci
- Chris Komar (1947—1996), ameriški filmski režiser in igralec slovenskega porekla
- Slavko Komar (1918—2012), hrvaški politik
- Vitalij Komar (*1943), ruski slikar in umetnik (skupaj z Aleksandrom Melamidom)